# Кореті (Ахметський муніципалітет)
Кореті (груз. ქორეთი) — село в Грузії.
За даними перепису населення 2014 року в селі проживає 238 осіб.